# 50 e 50
50 e 50 (50/50) è un film del 2011 diretto da Jonathan Levine, interpretato da Joseph Gordon-Levitt, Seth Rogen, Anna Kendrick e Bryce Dallas Howard.

## Trama
Adam Lerner è un giornalista radiofonico ventisettenne che convive con la fidanzata Rachael, artista di poco talento, che il suo migliore amico Kyle non approva.
Dopo una visita medica a causa di dolori alla schiena Adam scopre di avere il neurofibrosarcoma (maligno) e schwannoma (benigno), una rara forma di cancro che colpisce la colonna vertebrale, e viene dunque obbligato a seguire una cura chemioterapica. Una ricerca su Internet fatta successivamente mostra che le probabilità di sopravvivenza a tale cancro sono del 50 percento.
Dopo aver informato della malattia gli affetti più stretti, compreso il padre sofferente di demenza e la madre Diane, quest'ultima, dopo il forte impatto della notizia, si offre di trasferirsi da lui e prendersene cura ma Adam rifiuta in quanto Rachael ha già promesso di occuparsene lei stessa. La ragazza tuttavia si dimostra presto poco affidabile e irresponsabile, non accompagnando Adam alle sedute di chemioterapia poiché si sente a disagio in ospedale e dimenticandosi di tornare a prenderlo dopo. Una notte Kyle, durante un appuntamento con una ragazza in una galleria d'arte, vede Rachael con un altro uomo e informa Adam, che la notte stessa la lascia.
Intanto Adam partecipa anche a sedute con Katherine McKay, terapista giovane e di poca esperienza, con il compito di aiutarlo ad affrontare il problema e riconoscere le proprie emozioni. Sebbene scettico inizialmente, con il passare del tempo il giovane riesce ad aprirsi riguardo alla questione e crea un legame con lei anche al di fuori dell'ambito professionale. Durante la chemioterapia il protagonista conosce altri due pazienti più anziani, Alan e Mitch, con cui fa presto amicizia.
Improvvisamente, però, Mitch muore e la paura di Adam si fa più pesante arrivando a credere che morirà. Successivamente scopre insieme alla madre che il cancro non ha reagito alla chemioterapia e che sarà necessaria un'operazione che metterà a rischio la sua vita. La notte prima dell'operazione, dopo un discorso con Kyle in quel momento ubriaco, Adam chiede di poter guidare la macchina sebbene non abbia la patente e non abbia alcuna esperienza. Kyle cede le chiavi; Adam, dopo aver quasi causato un incidente, si ferma, ordina a Kyle di scendere e in preda a un esaurimento nervoso si sfoga gridando e dimendandosi per poi chiamare Katherine a cui confessa di non sopportare più la situazione e che non vede l'ora che tutto finisca.
Il giorno dopo Kyle accompagna Adam all'ospedale, in vista dell'operazione, e dopo un abbraccio i due si salutano. In sala preparatoria con i genitori, Adam dà un ultimo saluto alla madre e al padre prima che l'anestesia faccia effetto, cosciente che potrebbe non rivederli più. Kyle, Katherine e Diane, dopo una lunga attesa in sala d'aspetto, vengono informati che, sebbene l'operazione sia risultata più complessa del previsto, il tumore è stato rimosso con successo e che Adam dovrebbe essere in grado di riprendersi.
Nei minuti finali Adam, con l'aiuto di Kyle, si sta preparando per un appuntamento. Al suono del campanello Adam apre la porta ed entra Katherine, poco prima che Kyle esca. La scena si chiude con lei che domanda "E adesso?", a cui Adam risponde con un sorriso.

## Produzione
Il film è ispirato alla vita dello sceneggiatore Will Reiser. Inizialmente era stato scelto come titolo di lavorazione I'm with Cancer poi cambiato in Live with It, per poi cambiare definitivamente in 50/50. Per il ruolo da protagonista era stato scelto James McAvoy, che dovette rinunciare alla parte per ragioni personali, venendo sostituito da Joseph Gordon-Levitt. Le riprese si sono tenute a Vancouver dal 22 febbraio al 31 marzo 2010.

## Distribuzione
Il film è stato distribuito nelle sale cinematografiche statunitensi il 30 settembre 2011 a cura della Summit Entertainment. In Italia è stato presentato in concorso alla 29ª edizione del Torino Film Festival, mentre nelle sale è uscito il 2 marzo 2012.

## Riconoscimenti
- National Board of Review Awards 2011: miglior sceneggiatura originale
- Independent Spirit Awards 2012: miglior sceneggiatura d'esordio